# Parque ecológico La Huasteca
Parque La Huasteca es un parque ecológico ubicado en el municipio de Santa Catarinaen el estado de Nuevo León, México. Se encuentra junto al cauce del Río Santa Catarina, entre el Cerro de Chipinque y el Cerro de Santa Catarina.
Dentro del parque se puede observar la presencia de flora y fauna originaria de la región noreste de México, particularmente de la región seca-semidesértica y se pueden encontrar cactáceas como la lechuguilla que es una especie de agave, además ciertos tipos de palmeras como las yucas, arbustos medianos y algunos tipos de árboles como el Huizache. La fauna del lugar está compuesta principalmente por animales pequeños de zonas semideserticas o del bosque ya que esta área se encuentra muy cerca de las zonas de bosque mixto y de coníferas de la Sierra Madre Oriental.
Desde 1996, algunos grupos empresariales han intentado la construcción de desarrollos inmobiliarios, sin embargo estos intentos han sido evitados por la opinión pública. En octubre de 2006, la Unesco declaró a esta zona como reserva de la biosfera, paradójicamente algunos días después el gobierno municipal aprobó un decreto que permitiría la construcción de un desarrollo inmobiliario, hecho que abrió un debate acerca de la protección de la zona.

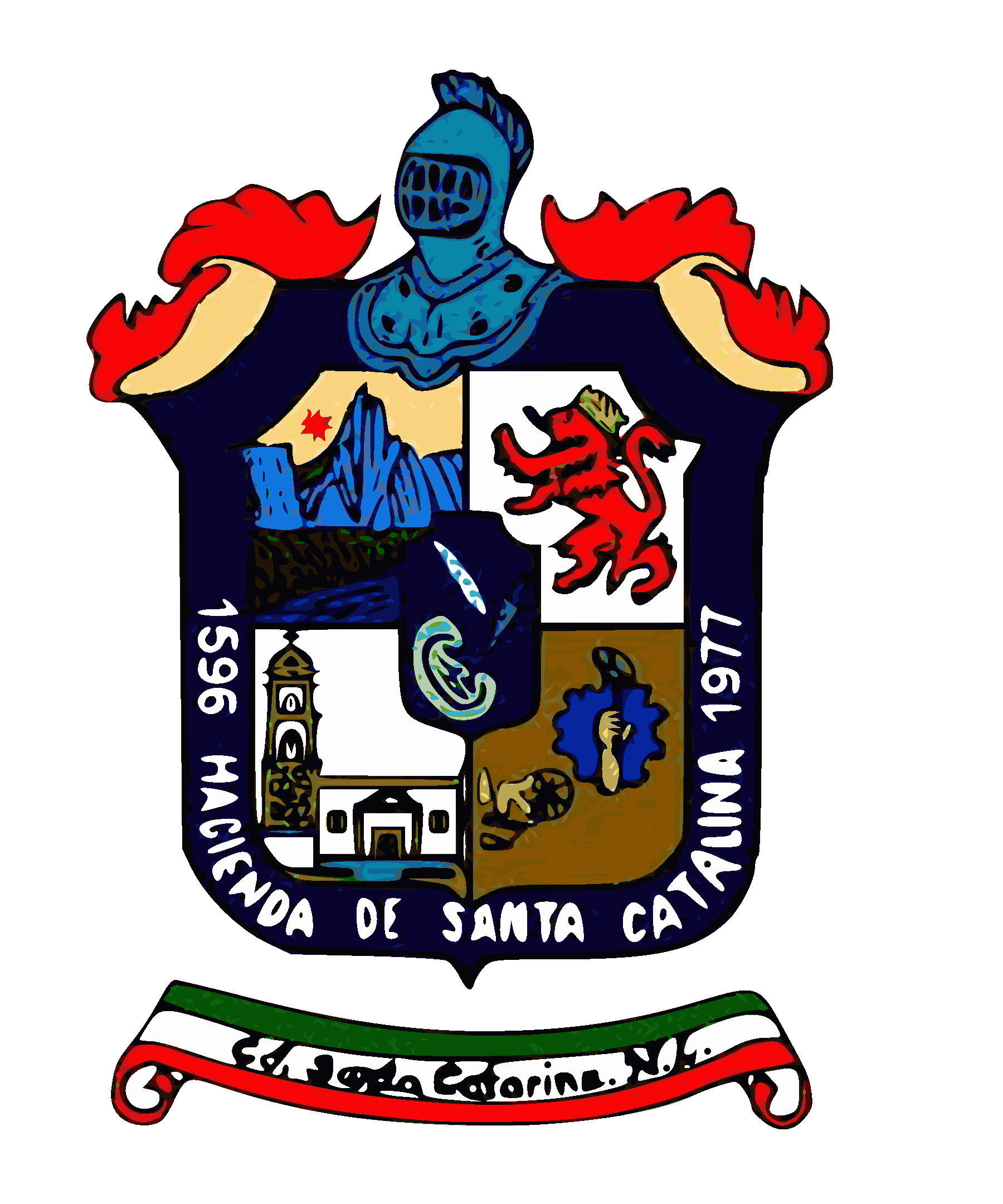
Cañón de la Huasteca en el escudo municipal de Santa Catarina, Nuevo León